# Cisrodnost
Cisrodnost (skraćeno cis, ponekad cisseksualnost) opisuje osobu čiji se rodni identitet podudara sa spolom koji im je dodijeljen pri rođenju, to jest nekoga tko nije transrodna osoba. Prefiks cis- latinskoga je podrijetla i znači 's ove strane'.
Pojam cisrodnosti skovan je 1994. godine kao antonim transrodnosti, a u rječnike je ušao od 2015. godine kao rezultat promjena u društvenom diskursu o rodu.
Povezani koncepti su cisnormativnost (pretpostavka da je cisrodni identitet poželjniji ili normalan) i cisseksizam (pristranost ili predrasuda koja favorizira cisrodne osobe).

## Etimologija
Pojam cisrodnost potječe od prefiksa latinskog podrijetla cis-, što znači 's ove strane', suprotno od trans-, što znači 's druge strane' ili 'preko'. Ova se upotreba može vidjeti u cis i trans razlikovanju u kemiji, cis i trans stranama Golgijeva aparata u staničnoj biologiji, u antičkome rimskom terminu Cisalpinska Galija (tj. 'Galija s ove strane Alpa', za razliku od Transalpinske Galije) i Cisjordan (za razliku od Transjordan).
U pojmu cisrodnosti, cis- opisuje usklađenost rodnog identiteta s dodijeljenim spolom.
Marquis Bey navodi da je proto-cisrodni diskurs nastao na njemačkom jeziku 1914. godine, kada je Ernst Burchard uveo cis/trans razlikovanje u seksologiju kontrastirajući cisvestitismus, ili sklonost nošenju rodno odgovarajuće odjeće, [...] s transvestitismusom, ili cross-dressingom. Njemački seksolog Volkmar Sigusch upotrijebio je pojam cisseksualan (zissexuell na njemačkom) u svom dvodijelnom članku iz 1991. godine Die Transsexuellen und unser nosomorpher Blick (Transseksualci i naš nosomorfni pogled). Godine 1998. izjavio je da je upravo tada skovao taj pojam.
Cisrodnost je prvi put skovana na engleskom jeziku 1994. godine u grupi Usenet za raspravu o transrodnim temama kada je Dana Defosse, tada studentica diplomskog studija, tražila način da se odnosi na osobe koje nisu transrodne bez marginaliziranja transrodnih osoba ili impliciranja da su transrodne osobe drukčije. U skladu s tim, neki trans aktivisti[koji?] tvrdili su da korištenje pojmova kao što su muškarac ili žena za označavanje cis muškarca ili cis žene pojačava cisnormativnost te da korištenje prefiksa cis- slično kao trans- neutralizira cisnormativne konotacije unutar jezika.

## Akademska upotreba
Medicinski akademici upotrebljavaju taj pojam i prepoznali su njegovu važnost u transrodnim studijama od 1990-ih. Nakon što su pojmovi cisrodan i cisseksualan korišteni u članku iz 2006. godine u časopisu Journal of Lesbian Studies i knjizi Serano iz 2007. godine Whipping Girl, prvi je pojam stekao daljnju popularnost među aktivistima i znanstvenicima koji govore engleski jezik. Pojam cisrodan dodan je u Oxford English Dictionary 2015. godine, definiran kao 'osoba čiji osjećaj osobnog identiteta odgovara spolu i rodu dodijeljenom pri rođenju (u kontrastu s transrodnom)'. Perspektive na povijest navode da je od uvrštavanja pojam sve češće u upotrebi.

## Društvene mreže
U veljači 2014. godine Facebook je počeo nuditi prilagođene rodne opcije omogućujući korisnicima da se identificiraju s jednim ili više rodnih pojmova s odabranog popisa uključujući cis, cisrodan i druge.

## Kritike
Dok je namjera pojma bila pozitivno razlikovanje između identiteta trans i ne-trans osoba, pojam je u novije vrijeme dobio razne kritike.

### Interseksualne organizacije
Interseksualne osobe rađaju se s atipičnim fizičkim spolnim karakteristikama koje mogu zakomplicirati početno dodjeljivanje spola i dovesti do prisilnoga ili svojevoljnoga medicinskog tretmana. Pojam cisrodna može biti zbunjujući u odnosu na osobe s interseksualnim stanjima iako neki interseksualni ljudi rabe taj pojam prema projektu Interact Advocates for Intersex Youth Inter/Act.
Hida Viloria iz Intersex Campaign for Equality primjećuje da, kao osoba rođena s interseksualnim tijelom koja ima nebinarni osjećaj rodnog identiteta koji odgovara njezinu tijelu, smatra sebe i cisrodnom i rodno nekonformirajućom osobom, što su navodno suprotnosti prema definiciji cisrodnost te da to pokazuje da je pojam utemeljen na binarnome spolnom modelu koji ne uzima u obzir postojanje interseksualnih osoba. Viloria također kritizira činjenicu da se pojam spol dodijeljen pri rođenju rabi u jednoj od definicija cisrodnosti bez napomene da se bebe u većem dijelu svijeta odjeljuju na muške ili ženske bez obzira na interseksualni status navodeći da to zamagljuje postojanje interseksualnih beba i postavlja rodni identitet unutar binarnoga modela muškog/ženskog spola koji ne uzima u obzir postojanje rodno nekonformirajućih identiteta koji su usklađeni s natalnim spolom, kao ni rodno uvjetovanu diskriminaciju protiv interseksualnih osoba na temelju natalnih spolnih karakteristika, a ne rodnog identiteta ili izraza, kao što su normalizacijske operacije genitalija kod dojenčadi.